# Johann Friedrich Neidhart
Johann Friedrich Neidhart (* 16. Oktober 1744 in Wertheim; † 31. Januar 1825 ebenda) war ein deutscher Pädagoge und Schulleiter.

## Leben

### Familie
Johann Friedrich Neidhart war der Sohn von Johann Andreas Neidhart (* 5. Juni 1718 in Wertheim; † 25. Januar 1787 ebenda), Prediger und späterer Stadtpfarrer und Superintendent und dessen erster Ehefrau Christine Charlotte (* 9. Januar 1725 in Gaildorf; † 19. Oktober 1749 in Wertheim), Tochter des Hofrats Friedrich Martin Schaller (1685–1755). Seine leibliche Schwester war:
- Christina Elisabetha Neidhart (* 4. Oktober 1746 in Wertheim; † 8. April 1808), verheiratet mit dem Pfarrer Johann Georg Friedrich Schenck (1740–1800).

Durch die zweite Hochzeit seines Vaters mit Sophia Christiana Susanna (* 11. Februar 1732 in Wertheim; † 25. März 1800 in Breuberg), Tochter des Wertheimer Oberpfarrers Friedrich Jacob Firnhaber (1692–1760) hatte er noch vier weitere Halbgeschwister:
- Renate Margarethe Elisabeth Neidhart (* 21. Mai 1756 in Wertheim; † 10. April 1821 in Löwenstein), verheiratet mit dem Stadtpfarrer Karl Christoph Friedrich Klett (1744–1822);
- Friederike Elisabeth Neidhart (* 26. März 1758 in Wertheim; † 28. Oktober 1798 in Sulzbach), verheiratet mit dem Kammersekretär Christoph Conrad Hörner (1747–1813);
- Johann Christian Neidhart (* 16. März 1759 in Wertheim; † 28. April 1787 in Hirschlanden), Pfarrer, verheiratet mit Sophia Julia (* 11. August 1769 in Weikersheim; † unbekannt), Tochter des Stadtschreibers Johann Christoph Joachim Rein;
- Charlotte Antonietta Neidhart (* 23. Januar 1768 in Wertheim; † unbekannt).

Johann Friedrich Neidhart war seit dem 9. März 1778 mit Maria Catharina Rosina (* August 1752 in Breuberg; † 23. August 1791 in Wertheim), Tochter des Konsistorialrats Georg Nicolaus Röder verheiratet. Gemeinsam hatten sie zwei Kinder:
- Maria Catharina Friederike Christine Neidhart (* 27. Mai 1781 in Wertheim; † unbekannt), verheiratet mit dem Neckargemünder Pfarrer Christian Gottlieb Stockhausen (1769–1856);
- Andreas Jakob Neidhart (* 12. Februar 1783 in Wertheim; † 1840 in Heidelberg), Pfarrer in Hirschlanden.

### Werdegang

#### Ausbildung
Seinen ersten Schulunterricht erhielt er bei seinem Vater und in der Deutschen Schule in Wertheim, anschließend besuchte er die lateinische Schule, allerdings nur in der ersten Klasse, bis sein Vater ihn wieder von der Schule nahm, weil er mit dem Unterricht unzufrieden war; weiteren Unterricht erhielt er bei seinem Onkel Jacob Nikolaus Neidhardt (1714–1783), einem Pfarrer in Eschach, bis der damalige Regierungspräsident Hieronymus Heinrich von Hinckeldey (1720–1805) anbot, Neidhart gemeinsam mit seinem ältesten Sohn Christian Reinhardt von Hinckeldey vom Hauslehrer Christian Gottfried Boeckh unterrichten zu lassen.
Im Alter von 16 Jahren kam er 1760 an das Gymnasium in Idstein und hatte dort Unterricht unter anderem beim Rektor Johann Michael Stritter (1705–1781) und dem Prorektor Jacob Ludwig Schellenberg. Nach dem Gymnasium immatrikulierte er sich im Oktober 1763 an der Universität Halle. Er besuchte die philosophischen Vorlesungen bei Georg Friedrich Meier und Johann Christian Foerster, die theologischen Vorlesungen bei Johann Salomo Semler und Johann August Nösselt, in Mathematik und Naturlehre bei Johann Peter Eberhard und die Vorlesungen zur alten Literatur bei Christian Adolph Klotz. Während seines Studiums befreundete er sich mit dem späteren Volksdichter Gottfried August Bürger und dem späteren Lyriker Leopold Friedrich Günther von Goeckingk.
Um sich auf seine zukünftige Aufgabe als Lehrer vorzubereiten, übernahm er den Unterricht in der zweiten Hebräischen Klasse am Waisenhaus für mehrere Stunden wöchentlich.
Kurz vor Beendigung des Studiums 1766 schrieb er die Abhandlung Observationes criticae in varias quasdam Lectiones Codicis ebraei scripti Bibliothecae Academiae Helmsta diensis, in der es um die Lesarten eines Helmstedter Hebräischen Codes der Heiligen Schrift ging und die er als Respondent unter dem Adjunkt der philosophischen Fakultät, Georg Johann Ludwig Vogel, disputierte. Er ging nun, auf Wunsch seines Vaters, für ein weiteres Jahr an die Universität Tübingen und hörte dort Vorlesungen unter anderem bei Jeremias Friedrich Reuß und Johann Friedrich Cotta, bis er 1768 wieder nach Hause zurückkehrte. Hier übte er sich im Unterrichten, indem er seine jüngeren Geschwister unterwies und sich gelegentlich im Predigen übte.

#### Tätigkeit als Lehrer und Schulleiter
Noch 1768 erhielt er die Hofmeisterstelle beim Geheimrat und Kreisgesandten Heinrich Carl Freiherr von Barkhausen gen. Wiesenhütten (1725–1793) in Frankfurt am Main und unterrichtete dessen einzigen Sohn Carl Ludwig von Barckhaus gen. von Wiesenhütten.
1771 erhielt er die Rektorstelle der Lateinschule Wertheim, die bereits sechs Jahre unbesetzt war und wurde am 10. Juli 1771 in sein Amt eingeführt. Er übte dieses Amt in den kommenden über fünfzig Jahren aus; in dieser Zeit stellte sich ihm die Aufgabe, die Schule zu einem Lyzeum aufzubauen, das zur Universitätsreife führen sollte; ab 1809 unterstützte ihn der den aus Halle kommende Johann Gottlob Erdmann Föhlisch. Seit der Zeit Neidharts werden auch jährliche „Schulprogramme“, die Vorläufer der heutigen Jahrbücher, verfasst und gedruckt.
Er übernahm die Schule in einem so desolaten Zustand, dass Schüler sich auf anderen Schulen für ein akademisches Studium vorbereiten mussten. Er unterrichtete, nach der damaligen Schulordnung, in allen Lektionen in der ersten Klasse und machte dort die Erfahrung, dass die Schüler nicht einmal über die entsprechenden Grundkenntnisse verfügten; diesen schlechten Kenntnisstand führte er auf die damaligen Lehrbücher zurück, die für die Lehrer ermüdend und für die Schüler anstrengend waren, dazu kam die damalige Methode der Wissensvermittlung, die darin bestand, lediglich den Stoff auswendig zu lernen und das mitunter unter Anwendung der härtesten und erniedrigendsten Zwangsmittel.
Er begann nun den Unterricht und die Schule zu reformieren und versuchte, bei den Schülern den Verstand auszubilden, nützliche Kenntnisse zu lehren und Gefühl, Geschmack und Sitten zu fördern. Seinen Religionsunterricht, bei dem er sich an dem Kirchenlehrer Augustin orientierte, erteilte er nach eigenen schriftlichen Aufsätzen mit dem Ziel, die christlichen Tugenden zu festigen. Außerhalb der Schulstunden erteilte er auch Privatunterricht und unternahm mit seinen Schülern Spaziergänge, in denen er Pflanzenkunde vermittelte und am Abend Astronomie lehrte. Seinen Schülern stand er, ebenso wie seine Bibliothek und das Studierzimmer, jederzeit für Fragen zur Verfügung.
Am 10. Juli 1821 feierte er sein fünfzigjähriges Amtsjubiläum und erhielt aus diesem Anlass durch den Großherzog Ludwig I. das Ritterkreuz des großherzoglichen Badischen Zähringer Verdienstordens verliehen und die philosophische Fakultät der Universität Heidelberg erteilte ihm das Ehrendiplom eines Doktor der Philosophie.

## Schriften (Auswahl)
- Ein Gespräch von der guten Anwendung der Jugendjahre. Wertheim, 1772.
- Kurzgefaßte Geschichte des Kurfürsten von der Pfalz, Friedrich des Siegreichen, Stammvater des Hauses Löwenstein. Wertheim 1774.
- Das Leben des Cicero nach dem Plutarch, 1. Band. Wertheim 1775.
- Das Leben des Cicero nach dem Plutarch, 2. Band. Wertheim 1777.
- Moralische Gedanken aus den Betrachtungen des Kaisers Marc Aurel Anton des Philosophen, 1. Band. Wertheim 1779.
- Ueber die Nothwendigkeit einer genauen Verbindung der Privaterziehung mit der öffentlichen. Wertheim 1784
- Moralische Gedanken aus den Betrachtungen des Kaisers Marc Aurel Anton des Philosophen, 2. Band. Wertheim 1789.
- Beitrag zur Schulgeschichte der Stadt Wertheim. Wertheim 1790.
- Topographisch-statistische Nachrichten von der Stadt Wertheim, in der Grafschaft gleiches Namens, im Fränkischen Kreise. Nürnberg 1793 (Google Books).
- Geschichte Ludwigs, Grafen zu Löwenstein-Wertheim. Wertheim 1794.
- Programma scholasticum, loca selecta e Fabulis Terentii ad institutiomem et formationem juventutis pertinentia illustrans. Wertheim 1799.
- Diatribe scholastica, memoriae Huldrichi Buchneri, A. M. poetae illustris, praeceptoris olimac Cantoris de republ. Wertheim bene meriti, dedicata Wertheim. Wertheim 1800.
- Ermahnungsrede des Isokratesan den Dämonikus, aus dem Griechischen übersetzt, 1. Band. Wertheim 1801.
- Ermahnungsrede des Isokratesan den Dämonikus, aus dem Griechischen übersetzt, 2. Band. Wertheim 1802.
- Album Lycei Wertheim, seu Catalogus Auditorum primae Classis per XXX. amnos. Wertheim 1803.
- Dialoge für studirende Jünglinge auf Gymnasien und lateinischen Schulen. Frankfurt am Main bei Herman, 1804.
- Das Leben des ältern Cato, nach dem Plutarch, 4 Bände. Wertheim 1804–1808.
- Luthers Verdienste um das Schul- und Erziehungswesen in Deutschland. Wertheim 1809.
- Der Geist aus den 6 ersten Büchern der Betrachtungen des Kaisers Marc Aurel Antonius über sich selbst gezogen. Wertheim 1810.
- Ueber einige Mängel der häuslichen Erziehung, besonders in Rücksicht ihres Einflusses auf die öffentlichen Bildungsanstalten. Wertheim 1813.